# Lirilumab
Il lirilumab è un anticorpo monoclonale umano realizzato per il trattamento di alcuni tipi di neoplasia. Si lega al recettore transmbembrana KIR2DL1/2L3.
Il farmaco è stato prodotto dalla casa farmaceutica Immune Pharma in collaborazione con la Bristol-Myers Squibb.

## Studi clinici
È stato condotto uno studio clinico che prevedeva la somministrazione del lirilumab in pazienti affetti da leucemia mieloide acuta; lo studio è stato terminato in fase II e dichiarato "fallimentare". Fu inoltre intrapreso uno studio clinico con il lirilumab in associazione con il nivolumab, riguardante pazienti affetti da carcinoma cutaneo spinocellulare della testa e del collo; questa sperimentazione potrebbe però essere stata interrotta.
Nel novembre 2017, comunque, risultavano attivi nove diversi studi clinici aventi il lirilumab come oggetto di studio.